# Église Saint-Paul de Valenciennes
L'église Saint-Paul de Valenciennes était celle du couvent des Dominicains dans la ville. Le couvent avait été fondé en 1233, mais fut détruit pendant la Révolution, à la fin du XVIIIe siècle.

## Histoire
Au début du XIIIe siècle, apparaissent en Europe les ordres mendiants, dont les Dominicains, qui arrivent à Valenciennes en 1233. Ils reçoivent de la comtesse Jeanne de Flandre, un terrain touchant les murs de la ville, non loin à l'ouest de la Place du Grand Marché (Place d'Armes). Les moines construisent une église modeste, vite devenue trop petite, et l'élargissent à la taille de l'extension qui a sans doute été achevée en 1272.
Le 2 mai 1473, s'y tient le 12e Chapitre de l'Ordre de la Toison d'or, dernière réunion religieuse sur les terres des Bourguignons avant le transfert de l'ordre chez les Habsbourg.
En 1622, le couvent de Valenciennes fonde celui de Braine-le-Comte.
C'est du couvent de Valenciennes que vient le tableau Le Calvaire d'Abraham Janssens, peint vers 1620, récupéré lors de la Révolution française, et  aujourd'hui exposé au Musée des Beaux-Arts de Valenciennes.

## Fouilles
En 1989 des fouilles dans la rue d'Oultreman ont mis au jour les fondations de l'abside de l'église. On y a aussi découvert des caveaux doubles, qui ont pu être attribués à  des membres de la famille ducale de Hainaut, des parents de la comtesse Marguerite II de Flandre et de Hainaut, de la Maison d'Avesnes :
- son fils Jean Ier d'Avesnes (†1257) et son épouse Adélaïde de Hollande († 1284)
- le frère de Jean et son épouse Félicité de Coucy
- un de ses petits-enfants, Jean Ier de Hainaut et de Hollande († 1304)

## Sources
- Vincent Maliet et al., Histoire et archéologie du couvent des Dominicains de Valenciennes, Valenciennes, coll. « Cahiers d'archéologie du musée des beaux-arts », 1995.

## Source de la traduction
- (de) Cet article est partiellement ou en totalité issu de l’article de Wikipédia en allemand intitulé « Saint-Paul (Valenciennes) » (voir la liste des auteurs).